# Hiperlipidemia
Hiperlipidemia – zespół zaburzeń metabolicznych objawiających się podwyższonymi poziomami frakcji cholesterolu lub trójglicerydów w surowicy krwi. Najczęściej spowodowana jest nieprawidłowym odżywianiem, siedzącym trybem życia, nadwagą, predyspozycjami genetycznymi (hipercholesterolemia rodzinna).
Prawidłowe wartości stężenia cholesterolu i triglicerydów
- Cholesterol całkowity: poniżej 200 mg/dl (5,2 mmol/l)
- LDL-cholesterol: poniżej 135 mg/dl (3,5 mmol/l)
- HDL-cholesterol (stężenie dla mężczyzn): powyżej 35 mg/dl (0,9 mmol/l)
- HDL-cholesterol (stężenie dla kobiet): powyżej 50 mg/dl (1,3 mmol/l)
- Trójglicerydy: poniżej 150 mg/dl (1,7 mmol/l)

W zależności od tego, wyróżnia się następujące typy hiperlipidemii:
- Hipercholesterolemia - przekroczony poziom cholesterolu
- Hipertrójglicerydemia - przekroczony poziom trójglicerydów
- Hiperlipidemia mieszana - przekroczony poziom trójglicerydów oraz cholesterolu

## Klasyfikacja ICD10
| kod ICD10     | nazwa choroby                                       |
| ------------- | --------------------------------------------------- |
| ICD-10: E78   | Zaburzenia metabolizmu lipoprotein i inne lipidemie |
| ICD-10: E78.0 | Czysta hipercholesterolemia                         |
| ICD-10: E78.1 | Czysta hiperglicerydemia                            |
| ICD-10: E78.2 | Hiperlipidemia mieszana                             |
| ICD-10: E78.3 | Hiperchylomikronemia                                |
| ICD-10: E78.4 | Inne hiperlipidemie                                 |
| ICD-10: E78.5 | Hiperlipidemia, nieokreślona                        |
| ICD-10: E78.6 | Niedobór lipoprotein                                |
| ICD-10: E78.8 | Inne zaburzenia przemian lipoprotein                |
| ICD-10: E78.9 | Zaburzenia przemian lipoprotein, nieokreślone       |